# Mysidioides sapporoensis
Mysidioides sapporoensis är en insektsart som först beskrevs av Matsumura 1900.  Mysidioides sapporoensis ingår i släktet Mysidioides och familjen Derbidae. Inga underarter finns listade i Catalogue of Life.